# كيباها
كيباها (بالإنجليزية: Kibaha)‏ هي مدينة، تتبع إقليم بواني، هي عاصمة إقليم بواني، بلغ عدد سكانها 23050 نسمة.